# Drakbåts-VM för landslag 2016
Drakbåts-VM för landslag 2016 anordnades av ICF i Moskva i Ryssland den 8–11 september. 19 länder deltog och 55 guldmedaljer delades ut. Distanserna var 200 meter, 500 meter och 2 000 meter. Det tävlades i både 10-manna- och 20-mannabåtar i dam-, mixed- och open-klasser på junior-, senior- och master-nivå. För första gången i ICF-VM hölls tävlingar i master 50+.

## Medaljtabell
| Pl.    | Nation       | Guld | Silver | Brons | Totalt |
| ------ | ------------ | ---- | ------ | ----- | ------ |
| 1      | Ryssland     | 36   | 6      | 8     | 50     |
| 2      | Tyskland     | 7    | 20     | 9     | 36     |
| 3      | Ukraina      | 4    | 2      | 2     | 8      |
| 4      | Ungern       | 3    | 13     | 7     | 23     |
| 5      | Filippinerna | 3    | 1      | 2     | 6      |
| 6      | Italien      | 2    | 3      | 6     | 11     |
| 7      | Thailand     | 0    | 6      | 4     | 10     |
| 8      | Kanada       | 0    | 2      | 5     | 7      |
| 9      | USA          | 0    | 1      | 2     | 3      |
| 10     | Hongkong     | 0    | 1      | 0     | 1      |
| 11     | Tjeckien     | 0    | 0      | 10    | 10     |
| NP     | Armenien     | 0    | 0      | 0     | 0      |
| NP     | Estland      | 0    | 0      | 0     | 0      |
| NP     | Frankrike    | 0    | 0      | 0     | 0      |
| NP     | Indien       | 0    | 0      | 0     | 0      |
| NP     | Japan        | 0    | 0      | 0     | 0      |
| NP     | Moldavien    | 0    | 0      | 0     | 0      |
| NP     | Polen        | 0    | 0      | 0     | 0      |
| NP     | Sverige      | 0    | 0      | 0     | 0      |
| Totalt | Totalt       | 55   | 55     | 55    | 165    |

## Medaljsammanfattning 20-manna

### Senior
| Klass                 | Guld         | Silver   | Brons    |
| 200m, senior herrar   | Ryssland     | Tyskland | Ungern   |
| 500m, senior herrar   | Ryssland     | Tyskland | Tjeckien |
| 2 000m, senior herrar | Ryssland     | Ukraina  | Ungern   |
| 200m, senior damer    | Ryssland     | Tyskland | Ungern   |
| 500m, senior damer    | Ryssland     | Tyskland | Kanada   |
| 2 000m, senior damer  | Ryssland     | Tyskland | Ungern   |
| 200m, senior mixed    | Filippinerna | Ryssland | Thailand |
| 500m, senior mixed    | Filippinerna | Ryssland | Thailand |
| 2 000m, senior mixed  | Ukraina      | Ungern   | Thailand |

### Junior
| Klass                | Guld     | Silver   | Brons    |
| 200m, junior mixed   | Ryssland | Tyskland | Tjeckien |
| 500m, junior mixed   | Ryssland | Tyskland | Tjeckien |
| 2 000m, junior mixed | Ryssland | Tyskland | Tjeckien |

### Master 40+
| Klass                     | Guld     | Silver   | Brons    |
| 200m, master 40+ herrar   | Ryssland | Ungern   | Tyskland |
| 500m, master 40+ herrar   | Ryssland | Ungern   | Italien  |
| 2 000m, master 40+ herrar | Ungern   | Tyskland | Ryssland |
| 200m, master 40+ damer    | Tyskland | Ungern   | Italien  |
| 500m, master 40+ damer    | Tyskland | Ungern   | Italien  |
| 2 000m, master 40+ damer  | Ungern   | Italien  | USA      |
| 200m, master 40+ mixed    | Ryssland | Tyskland | Italien  |
| 500m, master 40+ mixed    | Ryssland | Tyskland | Ungern   |
| 2 000m, master 40+ mixed  | Ungern   | Tyskland | Ryssland |

### Master 50+
| Klass                  | Guld    | Silver   | Brons    |
| 500m, master 50+ mixed | Italien | Tyskland | Ryssland |

## Medaljsammanfattning 10-manna

### Senior
| Klass                 | Guld     | Silver   | Brons        |
| 200m, senior herrar   | Ukraina  | Thailand | Ryssland     |
| 500m, senior herrar   | Ukraina  | Ungern   | Ryssland     |
| 2 000m, senior herrar | Ukraina  | Ryssland | Tjeckien     |
| 200m, senior damer    | Ryssland | Thailand | Ukraina      |
| 500m, senior damer    | Ryssland | Thailand | Tyskland     |
| 2 000m, senior damer  | Ryssland | Thailand | Tyskland     |
| 200m, senior mixed    | Ryssland | Thailand | Filippinerna |
| 500m, senior mixed    | Ryssland | Thailand | Filippinerna |
| 2 000m, senior mixed  | Ryssland | Ungern   | Thailand     |

### Junior
| Klass                 | Guld         | Silver       | Brons    |
| 200m, junior herrar   | Ryssland     | Tyskland     | Tjeckien |
| 500m, junior herrar   | Ryssland     | Tyskland     | Tjeckien |
| 2 000m, junior herrar | Ryssland     | Ukraina      | Tjeckien |
| 200m, junior damer    | Tyskland     | Kanada       | Ryssland |
| 500m, junior damer    | Tyskland     | Kanada       | Ryssland |
| 200m, junior mixed    | Filippinerna | Ryssland     | Kanada   |
| 500m, junior mixed    | Ryssland     | Filippinerna | Ukraina  |
| 2 000m, junior mixed  | Ryssland     | Tyskland     | Kanada   |

### Master 40+
| Klass                     | Guld     | Silver   | Brons    |
| 200m, master 40+ herrar   | Ryssland | Hongkong | Tjeckien |
| 500m, master 40+ herrar   | Ryssland | Ungern   | Tyskland |
| 2 000m, master 40+ herrar | Ryssland | Ungern   | Tjeckien |
| 200m, master 40+ damer    | Tyskland | USA      | Ryssland |
| 500m, master 40+ damer    | Tyskland | Ryssland | USA      |
| 2 000m, master 40+ damer  | Ryssland | Tyskland | Ungern   |
| 200m, master 40+ mixed    | Ryssland | Tyskland | Italien  |
| 500m, master 40+ mixed    | Ryssland | Ungern   | Tyskland |
| 2 000m, master 40+ mixed  | Ryssland | Ungern   | Tyskland |

### Master 50+
| Klass                     | Guld     | Silver   | Brons    |
| 200m, master 50+ herrar   | Ryssland | Tyskland | Ungern   |
| 500m, master 50+ herrar   | Ryssland | Italien  | Tyskland |
| 2 000m, master 50+ herrar | Ryssland | Ungern   | Italien  |
| 2 000m, master 50+ damer  | Tyskland | Ungern   | Kanada   |
| 200m, master 50+ mixed    | Italien  | Ryssland | Tyskland |
| 500m, master 50+ mixed    | Ryssland | Italien  | Tyskland |
| 2 000m, master 50+ mixed  | Ryssland | Tyskland | Kanada   |